# دونالد لي
دونالد لي (29 أبريل 1933 في جنوب أفريقيا - 10 أغسطس 2016) (بالإنجليزية: Donald Lee)‏ هو لاعب كريكت جنوب أفريقي.

## وصلات خارجية
- دونالد لي على موقع إي آس بي آن كريك إنفو (الإنجليزية)